# Савиола, Хавьер
Хавье́р Пе́дро Савио́ла (исп. Javier Pedro Saviola; род. 11 декабря 1981[…], Буэнос-Айрес) — аргентинский футболист, выступавший на позиции нападающего. В 2004 году вошёл в список ФИФА 100 из 125 величайших из ныне живущих футболистов. Олимпийский чемпион 2004 года в составе сборной Аргентины. Участник чемпионата мира 2006 года

## Клубная карьера

### «Ривер Плейт»
Савиола дебютировал в «Ривер Плейте» в возрасте 16 лет. С самого начала карьеры Хавьер очень много забивал, несколько раз оканчивая сезон в ранге лучшего бомбардира «Ривера».
В 1999 и 2000 годах при его непосредственном участии «Ривер Плейт» выиграл Клаусуру и Апертуру. Сам Савиола в возрасте 18 лет, удостоился звания Футболиста года — 99 в Южной Америке.

### Карьера в Испании

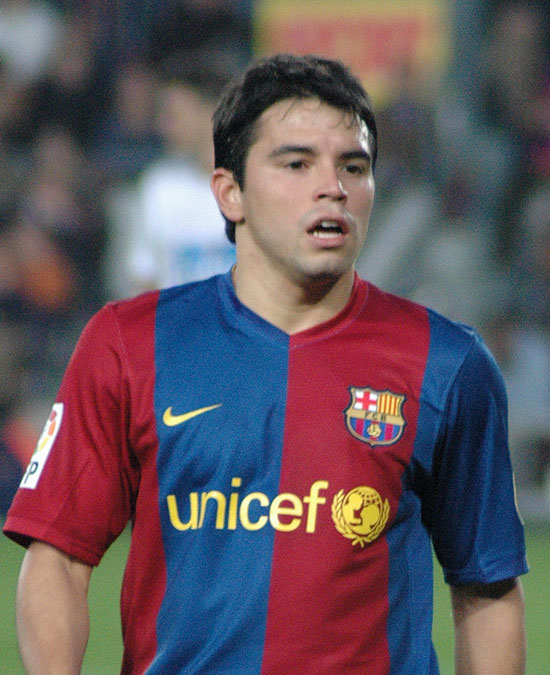
Савиола в составе «Барселоны»

В июле 2001 года, в возрасте 19 лет, Савиола подписывает шестилетний контракт с испанской «Барселоной». Сумма трансфера 36 000 000 евро. Вскоре после переезда он оформляет испанское гражданство, таким образом на него не распространяются правила лимита. В своем первом сезоне Савиола забивает 17 мячей, занимая 4-е место в итоговом списке бомбардиров Ла Лиги. Во втором сезоне дела пошли хуже в первой половине чемпионата Испании, Хавьер забил всего два мяча. Из-за неудовлетворительных результатов тренер сине-гранатовых Луи ван Гал был отправлен в отставку, а на его место пришёл Радомир Антич, который чаще начал ставить в состав аргентинского нападающего. Воодушевлённый доверием Савиола, ударно проводит вторую половину сезона, поражая ворота соперников 11 раз. В сезоне 2003/04 Антича меняет Франк Райкард. При новом тренере Хавьер не снижает планку, забивая 14 мячей, но из-за большого количества нападающих в команде, а также тяготения тренера к таланту основного конкурента по линии атаки Патрика Клюйверта, аргентинец вынужден покинуть команду.
В августе 2004 года на правах аренды Савиола переходит в «Монако». Во Франции, Хавьер не показывает той результативности, что в Испании, забивая всего 7 голов в 29 матчах Лиги 1. Летом 2005 он возвращается в «Барселону», но Райкард даёт понять, что не нуждается в услугах нападающего. Савиола вновь отправляется в аренду, новой командой нападающего становится «Севилья». Он меняет ушедшего в «Реал» Жулио Баптисту. С «Севильей» Хавьер выигрывает свой первый трофей — Кубок УЕФА. В начале сезона 2006/07 он возвращается в «Барселону», где принимает участие в 18 матчах и забивает 5 голов. Такое количество игрового времени Хавьер получает в связи с большим количеством травмированных нападающих.
«Барселона» решает не продлевать соглашение с аргентинцем и недовольный таким положением дел, Савиола подписывает контракт с мадридским «Реалом». Несмотря на выгодный контракт Савиола опять сталкивается в жёсткой конкуренцией в линии нападения. После того, как зимой «Реал» подписывает контракт с Хюнтеларом, игровое время Хавьера становится ещё меньше. В общей сложности аргентинец принимает участие в 28 матчах и забивает 5 мячей.

### «Бенфика»

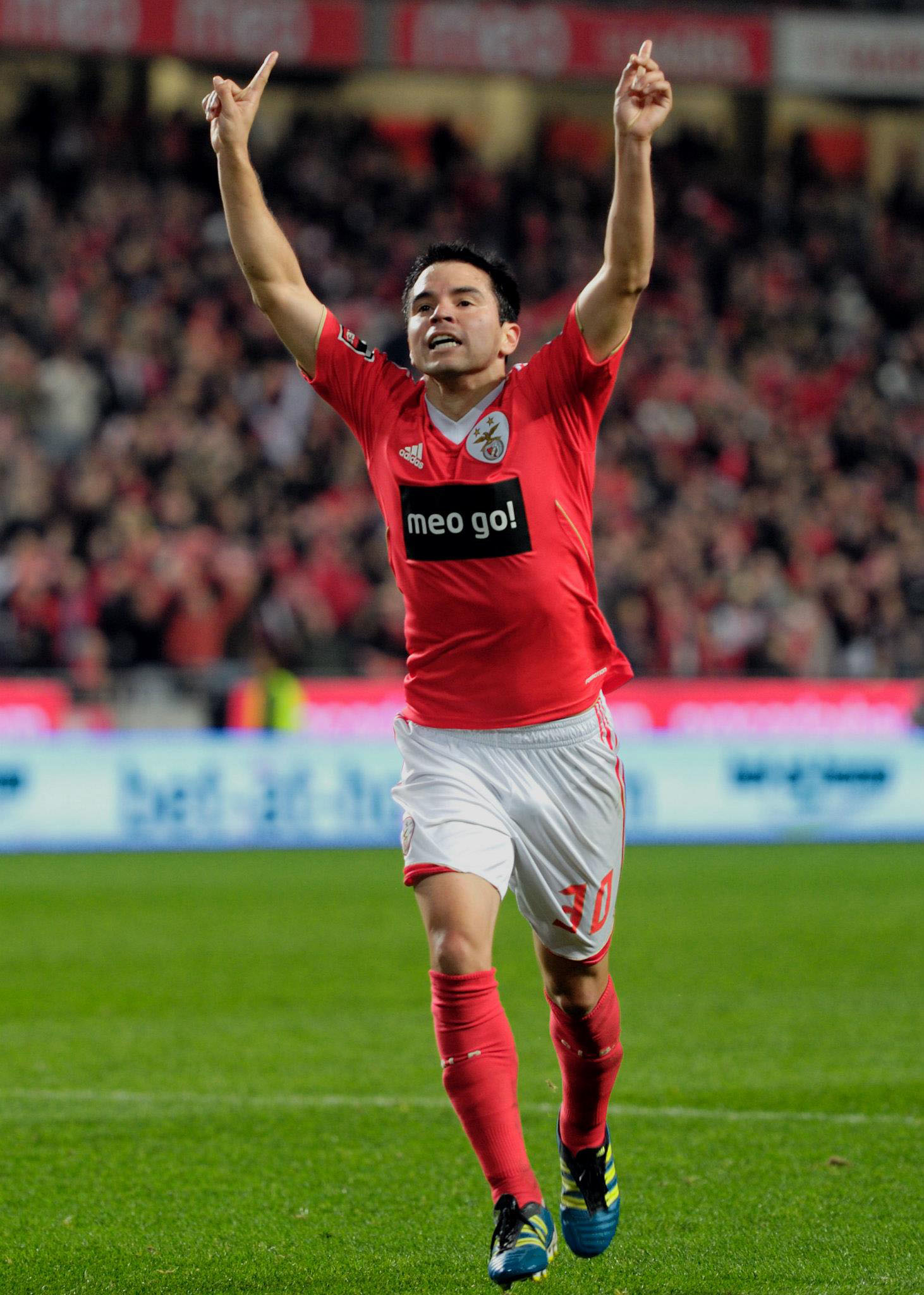
Савиола в составе «Бенфики»

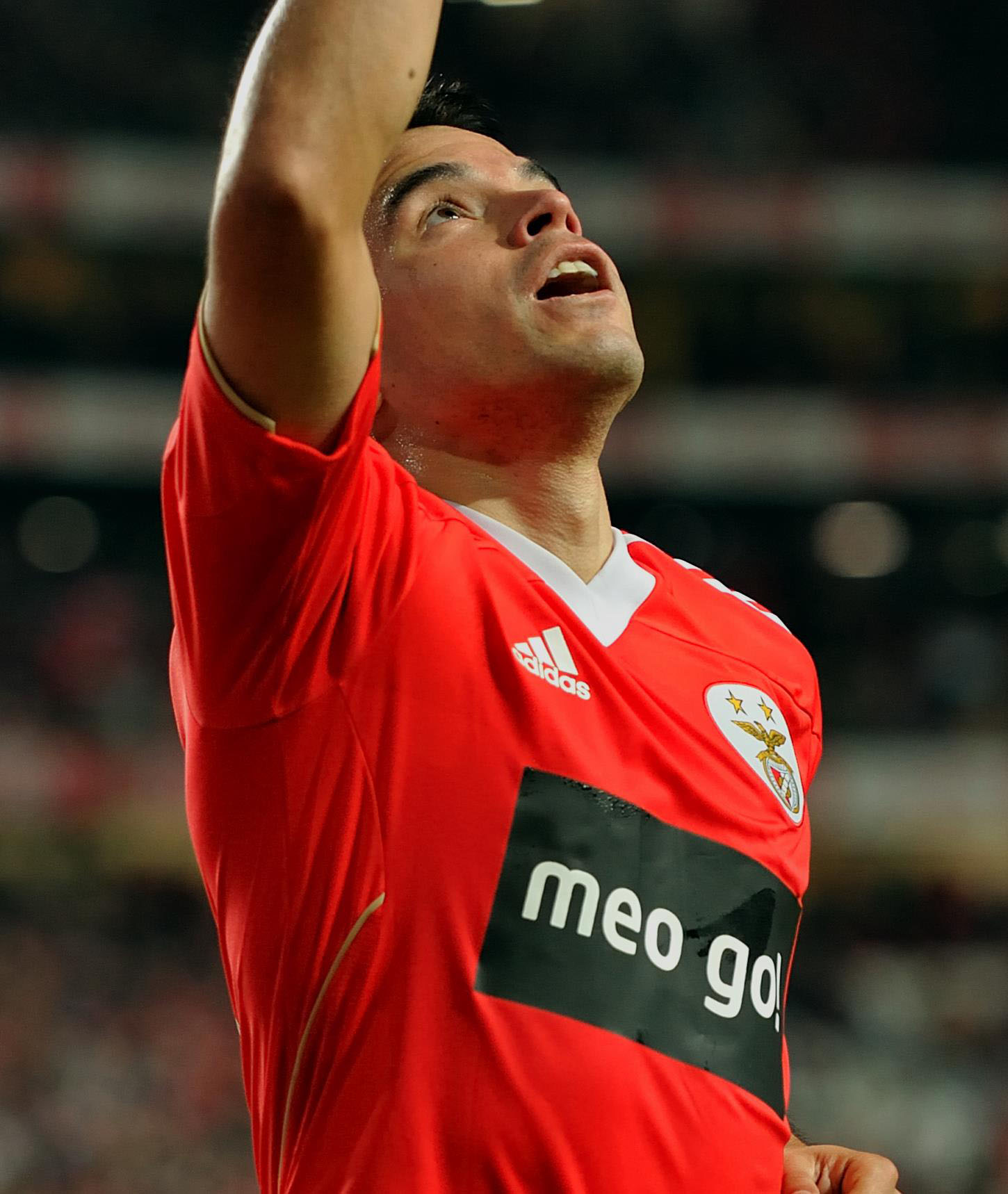
Савиола празднует гол в составе «Бенфики»

26 июня 2009 года стал игроком лиссабонской «Бенфики», трансфер игрока составил 5 млн евро. 16 июля того же года в товарищеском матче против швейцарского «Сьона», забил свой первый гол за новый клуб, реализовав пенальти. 26 октября 2009 года в матче Лиги Европы против «Эвертона», Савиола сделал дубль, а также отметился голом в ответном поединке, а спустя 4 дня поразил ворота «Насьоналя» в матче чемпионата Португалии. 20 декабря гол Хавьера стал единственным в дерби против «Порту». По окончании сезона на счету нападающего было 11 мячей в 27 матчах.
В 2011 году в команду приходит испанский нападающий Родриго, который становится основным конкурентом Савиолы за место в основе.
2 января 2012 года Хавьер продлил контракт с «Бенфикой» до 2013 года с заработной платой в 5 млн евро.
В августе 2012 года Савиола расторг контракт с «Бенфикой».

### «Малага»
В последние дни летней трансферной компании 2012 года Хавьер подписывает соглашение с испанской «Малагой». 1 сентября 2012 года в матче против «Сарагосы», Савиола дебютировал за «анчоусов». 15 сентября того же года в матче против «Леванте» Хавьер забил свой первый гол за новый клуб и отдал голевую передачу на Хоакина. 18 сентября в дебютном матче «Малаги» в Лиге Чемпионов против питерского «Зенита», Савиола забил второй гол своей команды. 29 сентября забил второй гол в ворота «Бетиса» и помог команде одержать крупную победу, 4-0. 24 ноября в матче против «Валенсии», Савиола забил гол и помог «Малаге» одержать крупную победу, 4:0. 8 декабря во встрече против «Гранады», Хавьер забил один из голов команды и помог своей команде добиться крупной домашней победы, 4:0.

### «Олимпиакос»
Летом 2013 года Савиола как свободный агент подписал контракт с греческим «Олимпиакосом». Он забил первый мяч в Греческой футбольной суперлиге 25 августа. Выйдя на замену в перерыве матча с «Атромитосом» Хавьер помог своей команде одержать победу со счетом 2:1. 10 декабря Савиола оформил дубль и не забил пенальти в ворота «Андерлехта» и принес «Олимпиакосу» победу в заключительном матче группового этапа Лиги чемпионов. Благодаря этому греческая команда заняла второе место в группе, опередив бывшую команду Хавьера «Бенфику».

### «Верона»
2 сентября 2014 года Савиола присоединился к клубу Серии А «Эллас Верона». Он дебютировал 22 сентября в домашнем матче с «Дженоа» (2:2)  и забил первый гол 2 декабря в матче Кубка Италии против «Перуджи». В чемпионате форвард впервые отличился за «Верону» 25 января 2015 года и принес победу в матче с «Аталантой» (1:0).

### Возвращение в «Ривер»
30 июня 2015 года «Ривер Плейт» объявил о возвращении Савиолы. В январе 2016 года Хавьер ушел из команды, так и не забив ни одного мяча. Вскоре футболист объявил о завершении профессиональной карьеры.

### Футзал
Сразу после завершения карьеры в большом футболе Савиола со своей семьёй перебрался в Андорру, где занял пост ассистента главного тренера клуба «Ордино» из местной Примеры. В феврале 2018 года он присоединился к местной футзальной команде «Энкамп» в качестве игрока. В апреле того же года Хавьер стал чемпионом Андорры по футзалу.

## Международная карьера
В 2001 году на молодёжном Кубке Мира Савиола стал лучшим бомбардиром соревнования, а также его лучшим футболистом. Забив на турнире 11 мячей в 7 матчах он установил рекорд, а также помог молодёжной национальной сборной Аргентины завоевать золотые медали. Несмотря на огромное предложение от европейских грандов после турнира и уверенную игру на клубном уровне, Хавьер не был включен в заявку сборной Аргентины на участие в Чемпионате мира 2002, уступив своё место Клаудио Канидже.
Спустя два года Савиола завоевал золотую медаль на Олимпийских играх 2004 года. В 2006 году Хавьер попал в заявку команды на поездку в Германию на Чемпионат Мира. На мундиале он забил гол в ворота сборной Кот-д’Ивуара и отдал две голевые передачи в поединке с национальной командой Сербии и Черногории.
5 декабря 2009 года Савиола объявил об окончании своей карьеры в сборной страны. Несмотря на свой возраст (28 лет) он принял такое решение, так как хотел больше сконцентрироваться на клубной карьере.

## Клубная статистика
| Выступление      | Выступление      | Выступление      | Чемпионат | Чемпионат | Кубки | Кубки | Конт-е | Конт-е | Прочие | Прочие | Итого | Итого |
| Клуб             | Лига             | Сезон            | Игры      | Голы      | Игры  | Голы  | Игры   | Голы   | Игры   | Голы   | Игры  | Голы  |
| ---------------- | ---------------- | ---------------- | --------- | --------- | ----- | ----- | ------ | ------ | ------ | ------ | ----- | ----- |
| Барселона        | Примера          | 2001/02          | 36        | 17        | 0     | 0     | 12     | 4      | 0      | 0      | 48    | 21    |
| Барселона        | Примера          | 2002/03          | 36        | 13        | 0     | 0     | 12     | 7      | 0      | 0      | 48    | 20    |
| Барселона        | Примера          | 2003/04          | 33        | 14        | 0     | 0     | 7      | 3      | 0      | 0      | 40    | 17    |
| Барселона        | Примера          | 2006/07          | 18        | 5         | 3     | 2     | 1      | 0      | 0      | 0      | 22    | 7     |
| Барселона        | Итого            | Итого            | 123       | 49        | 3     | 2     | 32     | 14     | 0      | 0      | 158   | 65    |
| Монако (аренда)  | Лига 1           | 2004/05          | 29        | 7         | 0     | 0     | 7      | 4      | 0      | 0      | 36    | 11    |
| Монако (аренда)  | Итого            | Итого            | 29        | 7         | 0     | 0     | 7      | 4      | 0      | 0      | 36    | 11    |
| Севилья (аренда) | Примера          | 2005/06          | 29        | 9         | 0     | 0     | 12     | 5      | 0      | 0      | 41    | 14    |
| Севилья (аренда) | Итого            | Итого            | 29        | 9         | 0     | 0     | 12     | 5      | 0      | 0      | 41    | 14    |
| Реал             | Примера          | 2007/08          | 9         | 3         | 4     | 0     | 2      | 0      | 1      | 0      | 16    | 3     |
| Реал             | Примера          | 2008/09          | 8         | 1         | 2     | 1     | 4      | 0      | 0      | 0      | 14    | 2     |
| Реал             | Итого            | Итого            | 17        | 4         | 6     | 1     | 6      | 0      | 1      | 0      | 30    | 5     |
| Бенфика          | Лига Сагриш      | 2009/10          | 27        | 11        | 6     | 2     | 11     | 6      | 0      | 0      | 44    | 19    |
| Бенфика          | Лига Сагриш      | 2010/11          | 24        | 9         | 10    | 4     | 12     | 1      | 1      | 0      | 47    | 14    |
| Бенфика          | Лига Сагриш      | 2011/12          | 18        | 4         | 7     | 2     | 6      | 0      | 0      | 0      | 31    | 6     |
| Бенфика          | Итого            | Итого            | 69        | 24        | 23    | 8     | 29     | 7      | 1      | 0      | 122   | 39    |
| Малага           | Примера          | 2012/13          | 26        | 8         | 4     | 0     | 6      | 1      | 0      | 0      | 36    | 9     |
| Малага           | Итого            | Итого            | 26        | 8         | 4     | 0     | 6      | 1      | 0      | 0      | 36    | 9     |
| Олимпиакос       | Суперлига        | 2013/14          | 25        | 12        | 4     | 0     | 5      | 2      | 0      | 0      | 34    | 14    |
| Олимпиакос       | Суперлига        | 2014/15          | 1         | 0         | 0     | 0     | 0      | 0      | 0      | 0      | 1     | 0     |
| Олимпиакос       | Итого            | Итого            | 26        | 12        | 4     | 0     | 5      | 2      | 0      | 0      | 35    | 14    |
| Эллас Верона     | Серия A          | 2014/15          | 15        | 1         | 1     | 1     | 0      | 0      | 0      | 0      | 16    | 2     |
| Эллас Верона     | Итого            | Итого            | 15        | 1         | 1     | 1     | 0      | 0      | 0      | 0      | 16    | 2     |
| Ривер Плейт      | Примера Дивисьон | 2015             | 12        | 0         | 0     | 0     | 2      | 0      | 0      | 0      | 14    | 0     |
| Ривер Плейт      | Итого            | Итого            | 12        | 0         | 0     | 0     | 2      | 0      | 0      | 0      | 14    | 0     |
| Всего за карьеру | Всего за карьеру | Всего за карьеру | 346       | 114       | 41    | 12    | 99     | 33     | 2      | 0      | 488   | 159   |

по состоянию на 21 ноября 2015

### Голы за сборную Аргентины
| #   | Дата           | Место                                          | Противник        | Счёт | Результат | Соревнование              |
| --- | -------------- | ---------------------------------------------- | ---------------- | ---- | --------- | ------------------------- |
| 01. | 20 апреля 2003 | Стадион 11 июня, Триполи, Ливия                | Ливия            | 0:1  | 1:3       | Товарищеский матч         |
| 02. | 8 июня 2003    | Нагай, Осака, Япония                           | Япония           | 0:1  | 1:4       | Товарищеский матч         |
| 03. | 11 июня 2003   | Сеул уорлд кап стадиум, Сеул, Республика Корея | Республика Корея | 0:1  | 0:1       | Товарищеский матч         |
| 04. | 30 июня 2004   | Джайентс-стэдиум, Нью-Джерси, США              | Перу             | 0:2  | 1:2       | Товарищеский матч         |
| 05. | 7 июля 2004    | Стадион Элиаса Агирре, Чиклайо, Перу           | Эквадор          | 1:2  | 1:6       | Кубок Америки 2004        |
| 06. | 7 июля 2004    | Стадион Элиаса Агирре, Чиклайо, Перу           | Эквадор          | 1:3  | 1:6       | Кубок Америки 2004        |
| 07. | 7 июля 2004    | Стадион Элиаса Агирре, Чиклайо, Перу           | Эквадор          | 1:4  | 1:6       | Кубок Америки 2004        |
| 08. | 17 ноября 2004 | Монументаль, Буэнос-Айрес, Аргентина           | Венесуэла        | 3:1  | 3:2       | Отборочный турнир ЧМ 2006 |
| 09. | 15 июня 2005   | Рейн Энерги, Кёльн, Германия                   | Тунис            | 2:0  | 2:1       | Кубок конфедераций 2005   |
| 10. | 10 июня 2006   | Имтех Арена, Гамбург, Германия                 | Кот-д’Ивуар      | 2:0  | 2:1       | Чемпионат мира 2006       |
| 11. | 7 февраля 2007 | Стад де Франс, Сен-Дени, Франция               | Франция          | 1:0  | 1:0       | Товарищеский матч         |

## Достижения

### Командные
«Ривер Плейт»
- Чемпион Аргентины: Апертура 1999
- Чемпион Аргентины: Клаусура 2000
- Обладатель Кубка Либертадорес: 2015

«Севилья»
- Обладатель Кубка УЕФА: 2005/06

«Реал Мадрид»
- Чемпион Испании: 2007/08

«Бенфика»
- Чемпион Португалии: 2009/10
- Обладатель Кубка португальской лиги (3): 2009/10, 2010/11, 2011/12

«Олимпиакос»
- Чемпион Греции: 2013/14

Сборная Аргентины
- Чемпион мира среди игроков до 20 лет: 2001
- Олимпийский чемпион: 2004

### Личные
- Лучший бомбардир Чемпионата Аргентины: Апертура 1999
- Футболист года в Южной Америке: 1999
- Лучший бомбардир молодёжного чемпионата мира 2001
- Лучший игрок молодёжного чемпионата мира 2001